# Richard Courtois

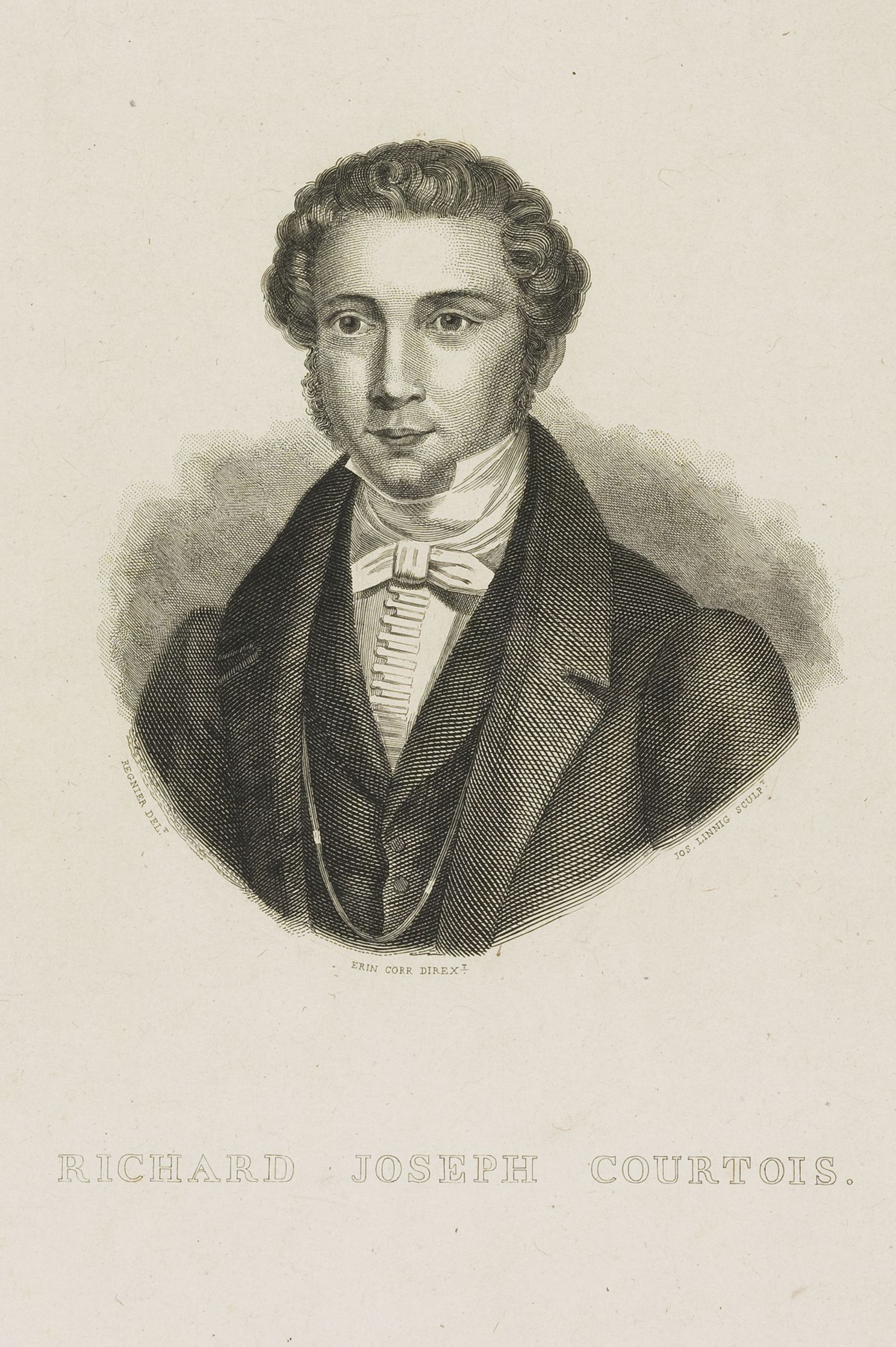
Richard Joseph Courtois

Richard Joseph Courtois (* 17. Januar 1806 in Verviers, Französisches Kaiserreich; † 14. April 1835 in Lüttich, Belgien) war ein belgischer Botaniker. Sein offizielles botanisches Autorenkürzel lautet „Courtois“.

## Leben und Wirken
Courtois war eines von 13 Kindern eines Tuchherstellers in Verviers. Er traf 1811 den Botaniker Alexandre Louis Simon Lejeune, der ihn förderte und ihn für die Botanik begeisterte. Er war ein hervorragender Schüler und begann dank finanzieller Förderung durch einen Kaufmann mit vierzehn Jahren sein Studium in Lüttich. 1825 wurde er mit Auszeichnung in Medizin promoviert (Conspectus topographiae physico-medicae provinciae Leodiensis). Gleichzeitig arbeitete er weiter mit Lejeune über Botanik und wurde 1825 stellvertretender Direktor des botanischen Gartens der Universität Lüttich. 1828 heiratete er. Da sein Gehalt für eine Familie nicht ausreichte, übersetzte er deutsche Medizinbücher (unter anderem von Johann Baptist Friedreich). In dieser Zeit erkrankte er auch an Lungentuberkulose. 1830 bei Neuordnung der Universität hoffte er, den Lehrstuhl von Heinrich Moritz Gaede (Henri Gaede) zu erhalten, der Botanik, vergleichende Anatomie, Geologie und Mineralogie lehrte, jedoch wenig später wieder auf seinen Lehrstuhl zurückkehrte. Kurz vor seinem Tod 1835 sollte Courtois Professor für Botanik werden, starb aber vor Amtsantritt.
Er verfasste mit Lejeune eine Flora von Belgien. Seine Naturgeschichte der Provinz Lüttich (Gegenstand seiner Dissertation) erschien 1828.
1833 wurde er Mitglied der Leopoldina. Er war Mitglied der Académie royale des Sciences, des Lettres et des Beaux-Arts de Belgique, der Königlichen Gesellschaft für Landwirtschaft und Botanik in Gent, der Flora-Gesellschaft von Brüssel, der Gartenbaugesellschaft von Antwerpen und war Sekretär der königlichen Gartenbaugesellschaft in Lüttich.

## Ehrungen
Courtois zu Ehren sind benannt die Gattungen Courtoisia Rchb. aus der Familie der Polemoniaceae und Courtoisina Soják und Indocourtoisia Bennet & Raizada aus der Familie der Sauergrasgewächse (Cyperaceae).

## Schriften
- mit Lejeune: Compendium florae belgicae, 3 Bände, Lüttich 1828 bis 1836, Biodiversity Library
- mit Lejeune: Choix des plantes de la Belgique, 20 Bände, 1825–1830
- Recherches sur la statistique physique, agricole et médicale de la province de Liége, 3 Bände, Verviers: Ch. Beaufays, 1828.